# Mare's Leg

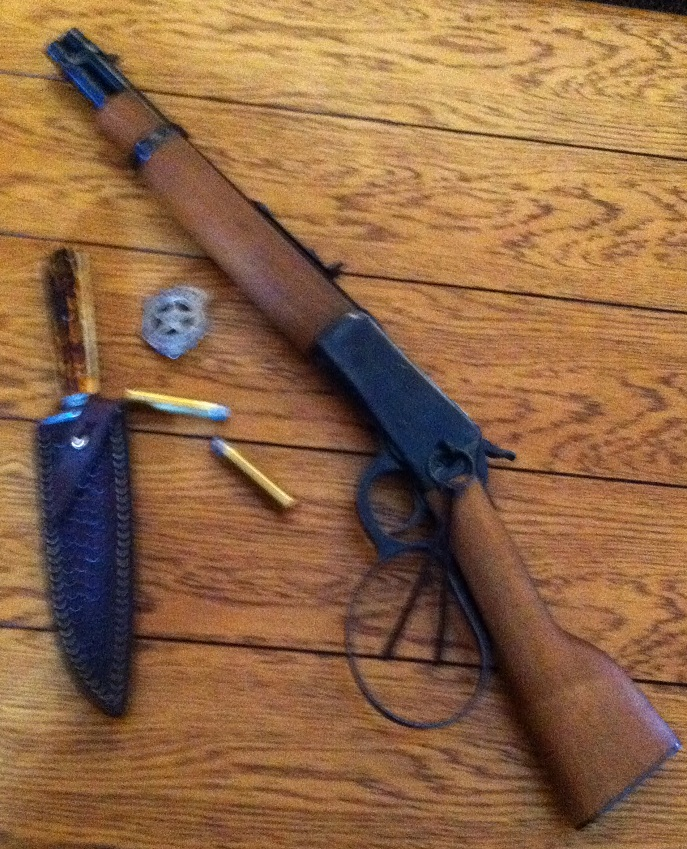
O Mare's Leg.

Mare's Leg, ou Mare's Laig, é um rifle de repetição por ação de alavanca encurtado, personalizado por Kenny Howard, usado pelo personagem "Josh Randall", de Steve McQueen na série de televisão "Wanted: Dead or Alive" (1958–1961). Devido ao nome do personagem, a arma também foi chamada de "Winchester Randall", ou "Randall Special".
O termo "Mare's Leg" foi introduzido em março de 1958 na série de TV "Trackdown" (episódio 21 - "The Bounty Hunter"), onde Steve McQueen apareceu pela primeira vez como "Josh Randall", um caçador de recompensas. No finmício do filme Era uma vez no Oeste, o personagem Stony (Woody Stroode) é visto portando uma arma destas. 
Atualmente, "Mare's Leg" é um termo genérico para um Winchester Model 1892 (ou derivado moderno), com o cano e a coronha encurtados.